# Szatnez

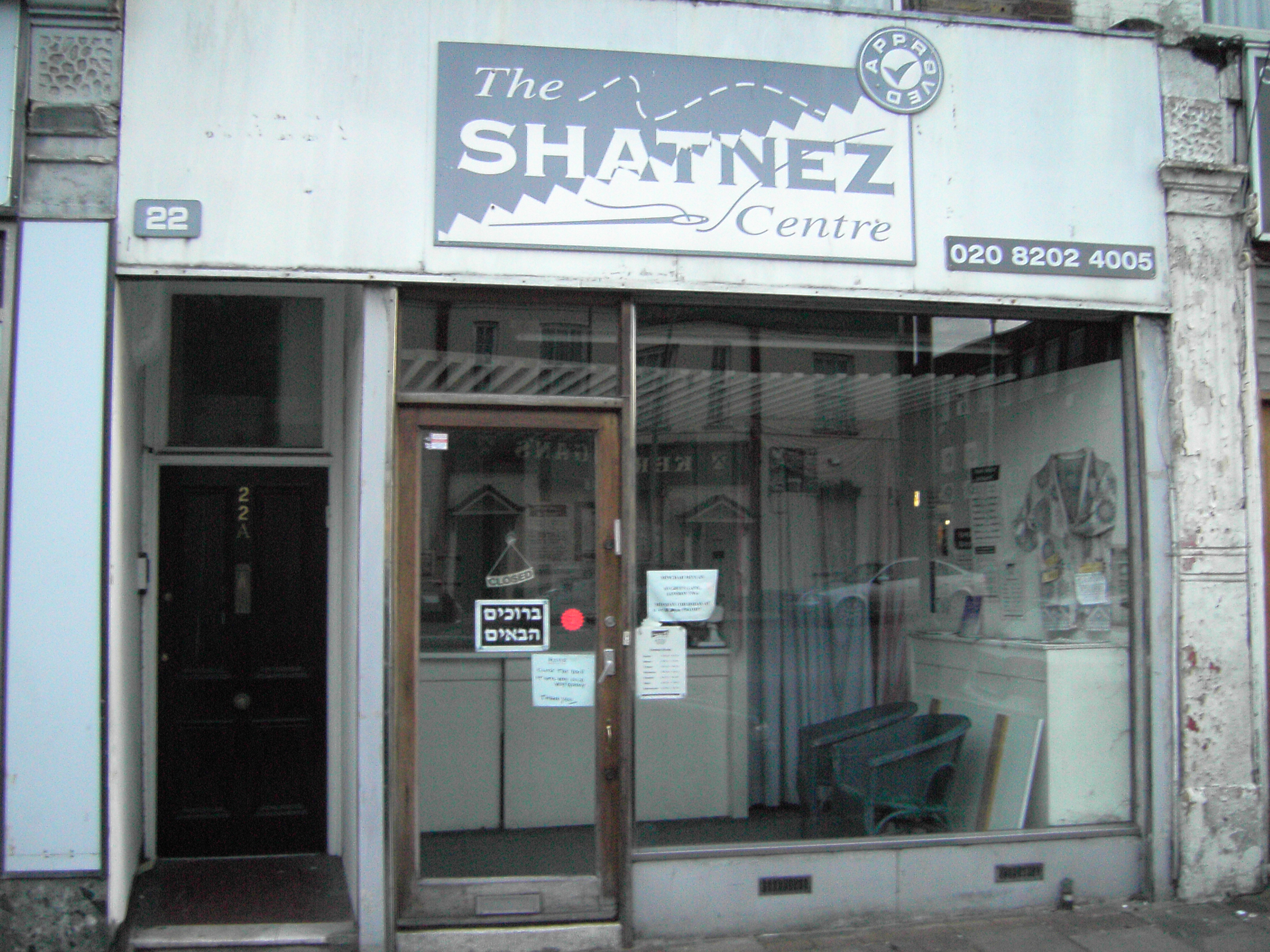
Centrum, w którym bada się odzież, czy nie zawiera szatnezu – Londyn

Szatnez (hebr. שעטנז mieszanie materiałów) – przepis religijny judaizmu wywiedziony z Kpł 19, 19 i Pwt 22, 11, który zakazuje łączenia włókien wełny i lnu w tkaninach. Pobożny żyd jest zobowiązany zdjąć ubranie, jeśli zauważył, że jest wykonane niezgodne z szatnez. Istniały wyjątki od tej reguły: szaty kapłana sprawującego kult w Świątyni, cyces i całun mogły być wykonane z materiałów łączących te dwa rodzaje nici.